# It Wasn’t Me
It Wasn’t Me (englisch für „Ich war’s nicht“) ist eine Single der jamaikanischen Reggae-Pop-Musiker Shaggy und Rikrok von 2000. Es ist zugleich Shaggys erster großer internationaler Erfolg und war 2001 die im Vereinigten Königreich meistverkaufte Single.

## Entstehungsgeschichte und Veröffentlichung
Der Text handelt von Rikrok, der Shaggy erzählt, dass ihn seine Freundin inflagranti mit der Nachbarin erwischt habe. Shaggy rät alles abzustreiten („It wasn’t me“, zu deutsch: ich war’s nicht). Inspiriert war der Text durch einen Sketch von Eddie Murphy.
Die Plattenfirma MCA Records hatte es ursprünglich abgelehnt, das mit Textzeilen im jamaikanischen Patois gesungene It Wasn’t Me aufzunehmen. Grund war, dass die Erfolgsaussichten eines solchen Dancehallliedes als zu gering angesehen wurden.
It Wasn’t Me wurde schließlich am 8. August 2000 auf Shaggys fünftem Studioalbum Hot Shot erstmals veröffentlicht und erschien am 21. September 2000 als Single mit der B-Seite Chica Bonita.
Das Tempo beträgt 95 Schläge pro Minute. Die Tonart ist C-Dur.
2018 veröffentlichte Shaggy zusammen mit James Corden eine abgewandelte Version des Liedes. Die Version stellt einen fiktiven und satirischen Dialog zwischen dem damaligen U.S. Präsidenten Donald Trump und Robert Mueller dar. Erstmals vorgestellt wurde die Version in The Late, Late Show auf CBS. 2021 wurde das Lied für einen Werbespot abgewandelt, der in der Halbzeitpause des Super Bowl ausgestrahlt wurde. Mila Kunis, beraten von Shaggy, bestreitet ihrem Ehemann Ashton Kutcher gegenüber seine beworbenen Snacks genascht zu haben.

## Musikvideo
Das Musikvideo zeigt Rikrok, wie er über Shaggys Zaun auf dessen Grundstück springt und an dessen Wohnungstür klopft und ihm von seiner misslichen Lage erzählt. Danach gewährt er ihm Eintritt. In der Wohnung sind zahlreichen Frauen, die um Shaggy herumtanzen. Er und Rikrok suchen das Gespräch und spielen Karten. In seinem Büro beobachtet Shaggy immer auf seinem Handy, was seine Kameras aufzeichnen.

## Kommerzieller Erfolg
Das Lied war Shaggys erster großer internationaler Erfolg und 2001 die im Vereinigten Königreich meistverkaufte Single.

### Chartplatzierungen
| ChartsChartplatzierungen       | Höchstplatzierung | Wochen |
| ------------------------------ | ----------------- | ------ |
| Deutschland (GfK)              | 4 (17 Wo.)        | 17     |
| Österreich (Ö3)                | 3 (20 Wo.)        | 20     |
| Schweiz (IFPI)                 | 2 (31 Wo.)        | 31     |
| Vereinigte Staaten (Billboard) | 1 (25 Wo.)        | 25     |
| Vereinigtes Königreich (OCC)   | 1 (33 Wo.)        | 33     |

| ChartsJahrescharts (2001)      | Platzierung |
| ------------------------------ | ----------- |
| Deutschland (GfK)              | 20          |
| Österreich (Ö3)                | 25          |
| Schweiz (IFPI)                 | 17          |
| Vereinigte Staaten (Billboard) | 12          |
| Vereinigtes Königreich (OCC)   | 1           |

| ChartsJahrescharts (2000–2009) | Platzierung |
| ------------------------------ | ----------- |
| Vereinigte Staaten (Billboard) | 81          |

### Auszeichnungen für Musikverkäufe
| Land/Region                  | Auszeichnungen für Musikverkäufe (Land/Region, Auszeichnung, Verkäufe) | Verkäufe  |
| ---------------------------- | ---------------------------------------------------------------------- | --------- |
| Australien (ARIA)            | 3× Platin                                                              | 210.000   |
| Belgien (BRMA)               | Platin                                                                 | 50.000    |
| Dänemark (IFPI)              | Platin (2001) · + Platin (2023)                                        | 110.000   |
| Deutschland (BVMI)           | Platin                                                                 | 600.000   |
| Frankreich (SNEP)            | Platin                                                                 | 500.000   |
| Italien (FIMI)               | Gold                                                                   | 25.000    |
| Neuseeland (RMNZ)            | 6× Platin                                                              | 180.000   |
| Niederlande (NVPI)           | Platin                                                                 | 60.000    |
| Norwegen (IFPI)              | Platin                                                                 | 20.000    |
| Österreich (IFPI)            | Gold                                                                   | 20.000    |
| Schweden (IFPI)              | Platin                                                                 | 30.000    |
| Schweiz (IFPI)               | Gold                                                                   | 20.000    |
| Vereinigtes Königreich (BPI) | 4× Platin                                                              | 2.400.000 |
| Insgesamt                    | 3× Gold · 21× Platin ·                                                 | 4.225.000 |

Hauptartikel: Shaggy/Auszeichnungen für Musikverkäufe